# Gérard Blain
Gérard Blain (Párizs, 1930. október 23. – Párizs, 2000. december 17.) francia színész, filmrendező, forgatókönyvíró.

## Fiatalkora
Gérard Ernest Zéphirin Blain néven született 1930. október 23.-án egy párizsi család gyermekeként. Nagyon fiatal volt, amikor apja, a párizsi főépítész, elhagyta a családot. Gérard, konfliktusok miatt megszakította a kapcsolatott anyjával és a nővérével. 13 évesen otthagyta az iskolát anélkül, hogy az általános iskolai bizonyítványát átvette volna, és elkezdett viharos életet élni, mint utcagyerek, felhagyva mindenféle foglalkozási nehézséggel.
Ekkor még boldogtalan gyermek volt, és ezen múltja később 1976-ban arra ihlette, hogy rendezzen egy olyan filmet, amely erre az időszakra emlékezteti őt. Ez az Un enfant dans la foule című filmje volt.

## Életpályája
Színi tanulmányait követően pályáját a színpadon kezdte; 1953-tól filmezett. Az 1950-es évek végén az új hullám alkotásaiban vált ismertté.
Kiemelkedő alkotása Claude Chabrol A szép Serge (1958) című világsikert aratott produkciójának címszerepe. 1971-ben Arany Leopárd-díjat nyert a Les amis című filmjével, mint elsőfilmes filmrendező.

## Magánélete
1953–1956 között Estella Blain (Micheline Lestellat) (1930–1982) francia színésznő volt a felesége. 1957–1959 között Bernadette Lafont (1938–2013) francia színésznő volt a párja. 1960–1966 között Monique Sobieskivel, végül 1966–2000 között Marie-Hélène Bauret-val alkotott egy párt. Házastársaitól és partnereitől összesen három gyermeke született.

## Halála
2000. december 17.-én halt meg rákban. 70 éves volt.

## Filmjei

### Színészként
- Szerelmek városa (1945)
- Özönvíz előtt (Avant le déluge) (1953)
- Bűn és bűnhődés (1956)
- Gyilkos idő (1956)
- Csirkefogók (Les mistons) (1957)
- Fiatal férjek (1958)
- A szép Serge (1958)
- Játék a halál ellen (Match contre la mort) [1959]
- Unokafivérek (1959)
- Charlotte és az ő Jules-je (Charlotte et son Jules) (1960)
- Ítélet után (La peau et les os) (1961)
- Állatfogó kommandó (1962)
- A nagy kavarodás (La smania addosso) (1963)
- Tyúkleves (La soupe aux poulets) (1963)
- A jó leves (La bonne soupe) (1963)
- Veszélyes szerelmek (Amori pericolosi) (1964)
- Missione mortale Molo 83 (1966)
- Az amerikai barát (1977)
- Utopia (1978)
- Cinéma 16 (1983–1984)
- Quei trentasei gradini (1984–1985)
- Angyalpor (1987)
- Natalia (1988)
- Der Schnee der Anden (1989)
- Les cinq dernières minutes (TV Sorozat) (1990)
- Chasse gardée (1992)
- L'homme dans la nuit (1993)
- Jusqu'au bout de la nuit (1995)
- Bandits d'amour (2001)

### Filmrendezőként
- Les amis (1971) (forgatókönyvíró is)
- Szemben a világgal (1980) (forgatókönyvíró is)[10]

## Díjai
- Arany Leopárd-díj a legjobb első filmért (1971) Les amis